# Dörnberg (Naturschutzgebiet, Zierenberg)

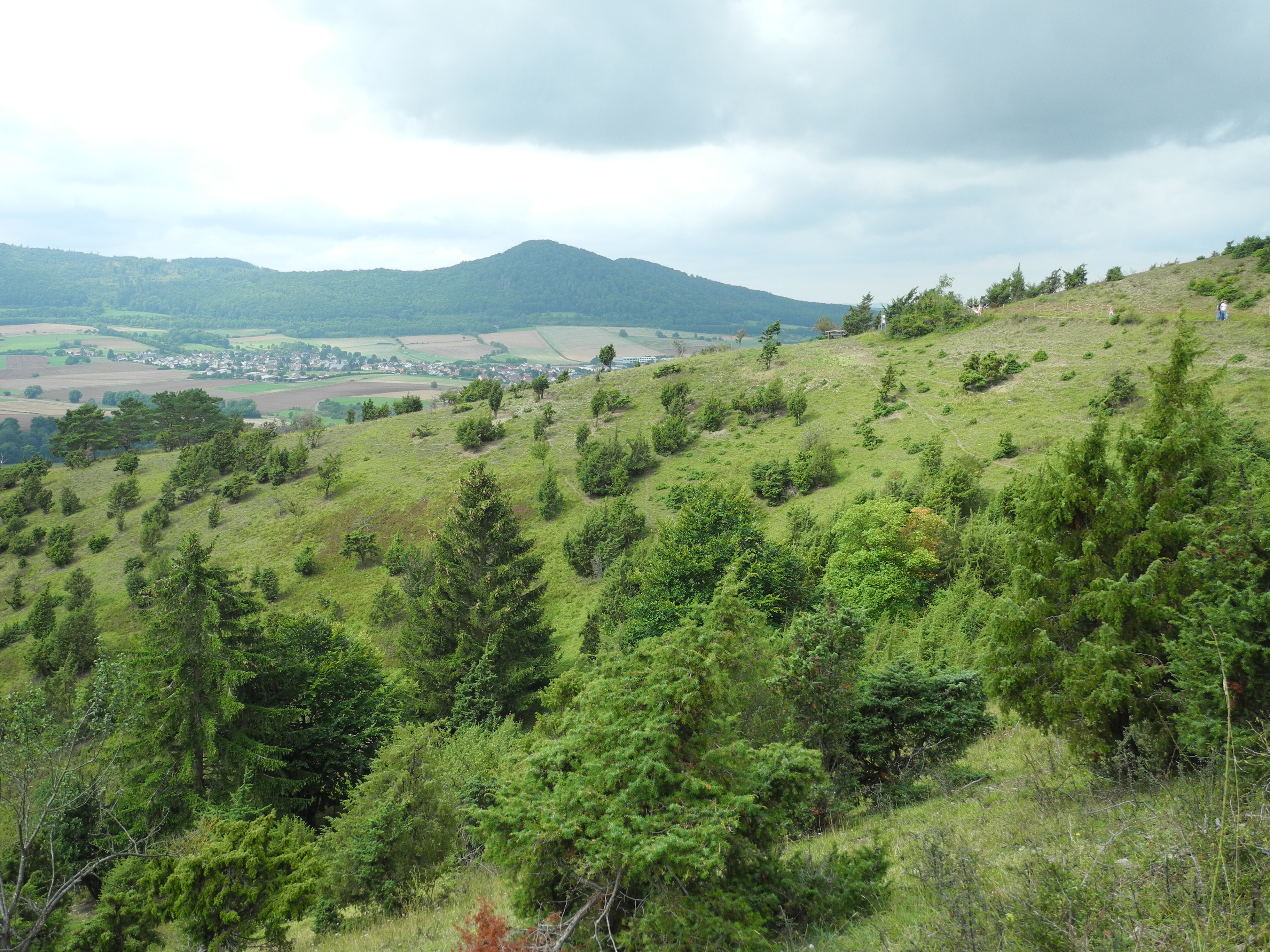
Naturschutzgebiet Dörnberg (August 2021)

Das Naturschutzgebiet Dörnberg liegt im Landkreis Kassel in Hessen. Es ist nicht zu verwechseln mit einem im Hochsauerlandkreis liegenden gleichnamigen Naturschutzgebiet.nDas etwa 116,6 ha große Gebiet (Kennung 1633006), das im Jahr 1978 unter Naturschutz gestellt wurde, liegt östlich von Zierenberg, am Dörnbergmassiv. 

## Beschreibung
Das Naturschutzgebiet umgibt etwa halbmondförmig die Basaltkuppe des Kleinen Dörnbergs (in Karten auch als Kesselberg, oder als Zierenberger Kuppe, bezeichnet), in einer Höhenlage von etwa 300 bis 440 m Höhe über dem Meeresspiegel. Die Kuppe des Kleinen Dörnbergs selbst, wie auch der Hohe Dörnberg und das anschließende Hochplateau (mit dem Segelflugplatz) liegen außerhalb des Schutzgebiets. Das Schutzgebiet umfasst im Wesentlichen Steilhangbereiche über Kalkstein und Mergelstein des Unteren Muschelkalks. In das Schutzgebiet eingeschlossen ist der Basaltfelsen der „Wichtelkirche“ (in älteren Darstellungen meist „Blumenstein“ genannt), einer freigewitterten miozänen Intrusion. Am Hangfuß sind untergeordnet die weicheren Tonsteine des Röt, die die das Bergmassiv umgebende flachwellige Landschaft aufbauen, mit eingeschlossen.

## Vegetation und Flora
Schutzgegenstand des Gebiets sind insbesondere die ausgedehnten Kalkmagerrasen, die in jahrhundertelanger Weidenutzung aus ehemaligem Wald hervorgegangen waren. Bis Anfang des 20. Jahrhunderts war das heutige Naturschutzgebiet quasi waldfrei. Mitte des 19. Jahrhunderts wurde am Nordwesthang ein Buchenwäldchen gepflanzt, später ausgedehnte Bereiche am Nordwesthang mit Fichten aufgeforstet (die Fichten sind bei den Dürre- und Borkenkäfer-Kalamitäten der Jahre 2018 bis 2020 abgestorben). Die arten- und blütenreichen Kalkmagerrasen werden im Frühjahr durch Massenblüte von Schlüsselblumen (Primula veris) und der Orchideenart Männliches Knabenkraut (Orchis mascula) geprägt, später im Jahr zeigt die ebenfalls rotblühende Mücken-Händelwurz (Gymnadenia conopsea) ähnliche Massenbestände. Insgesamt wurden im Gebiet elf weitere Orchideenarten nachgewiesen. Im Herbst kommen häufig die Enzianarten Deutscher Fransenenzian (Gentianella germanica) und Gewöhnlicher Fransenenzian (Gentanopsis ciliata) vor. Floristisch bemerkenswert ist das reiche Vorkommen des sehr seltenen Lothringer Leins (Linum leonii). Insgesamt wurden mehr als 200 Farn- und Blütenpflanzen nachgewiesen, darunter zahlreiche selten und gefährdete Arten.

## Fauna
Im Naturschutzgebiet leben 29 gefährdete Schmetterlingsarten. Unter den 10 Arten von Heuschrecken bevorzugen 5 trockenwarme (xerotherme) Lebensräume. Die Bergsingzikade (Cicadetta montana s.lat., die Art wurde kürzlich in mehrere Kleinarten aufgespalten) ist hier häufig.

## Pflege
Die Kalkmagerrasen beginnen im Gebiet großflächig im Zuge einer natürlichen Sukzession zu verbuschen und werden dann durch wärmeliebende Hecken und Gebüsche ersetzt. Um die schutzwürdige Flora und Fauna zu erhalten, wurden sie ab 1978 durch kleinflächige Pflegeeinsätze von Hand entbuscht. Später wurde auf Pflege durch Beweidung umgestellt, die die historische Landnutzung, der die Rasen ihre Entstehung verdanken, simulieren soll. Im Sommer und Herbst wird das Gebiet durch eine etwa 500-köpfige Schafherde beweidet, teilweise kommen auch Ziegen zum Einsatz.